# Ugorscsina

Miniatúra egy XVI. századi kódexből

Az Ugorscsina, oroszul: Угорщина, vagy Стояние на реке Угре (szó szerint: Szembenállás az Ugra folyónál), egy jelentős történelmi fordulatot hozó, de csekély tényleges hadi tevékenységgel járó katonai szembenállás volt a tatár Nagy Horda és a Moszkvai Nagyfejedelemség orosz erői között 1480 őszén. Az oroszok vezetője III. Iván moszkvai nagyfejedelem, a tatároké Ahmat kán volt.

## Az irodalomban
Az eseményekről fennmaradt egy ismeretlen óorosz szerző történeti alkotása. A mű, amelynek több változata is ismeretes, érdekes átmenetet képez az évkönyv és a korai újságszerű élmény-elbeszélés közt.